# Edith Pásztor
Edith Pásztor (Budapest, 8 giugno 1925 – Roma, 1º giugno 2015) è stata una storica ungherese naturalizzata italiana.

## Biografia
Era nata a Budapest nel 1925, ma visse a Roma sin dal 1946 quando suo marito Lajos venne nominato segretario dell'Accademia d'Ungheria a Roma e, successivamente, archivista dell'Archivio Segreto vaticano e professore nella Facoltà di Storia Ecclesiastica della Pontificia Università Gregoriana.
Compì i suoi studi universitari a Roma, presso l'Università "La Sapienza", specializzandosi in Storia Medioevale sotto la guida di Raffaello Morghen. Laureatasi nel 1953 discutendo una tesi su Ludovico d'Angiò, con relatori Morghen e Federico Chabod, e già in possesso del diploma della Scuola vaticana di paleografia diplomatica e archivistica, iniziò la sua attività scientifica presso questa Scuola, partecipando sia alla bibliografia delle pubblicazioni relative ai documenti dell'Archivio, sia allo studio dei Regesti Vaticani.
Dopo sedici anni di lavoro svolto in Vaticano, nel 1968 prese servizio alla Sapienza come assistente di Raoul Manselli. Sempre nel 1968 lei e il marito ottennero la cittadinanza italiana.
Nel 1970 ottenne la libera docenza in Storia Medioevale, dando inizio alla sua attività didattica che avrà termine nel 1997. Già nel 1988, sempre a Roma, era entrata a far parte della comunità accademica della Libera Università "Maria SS. Assunta", assicurando gli insegnamenti di Storia Medioevale e di Storia della Chiesa.
I suoi studi riguardarono principalmente: la religiosità femminile, il francescanesimo, le eresie medioevali e la Curia Romana. Fu autrice di oltre trecento pubblicazioni, tra cui varie voci per il Dizionario biografico degli italiani e il Lexikon des Mittelalters.
Morì a Roma il 1º giugno 2015.

## Opere
La seguente bibliografia è da ritenersi parziale. Per un elenco più completo (fino al 1997), si legga «Bibliografia di Edith Pásztor. Anni 1955-1997», a cura di Alfonso Marini, in: Edith Pásztor, Onus apostolicae Sedis. Curia romana e cardinalato nei secoli XI-XV, Sintesi informazione, Roma 1999, pp. 399–418.

### Saggi
- Intentio beati Francisci. Il percorso difficile dell'Ordine francescano (secoli XIII-XV), a cura di Felice Accrocca, Istituto storico dei Cappuccini, Roma 2008 - [raccolta di principali studi già apparsi].
- Donne e sante. Studi sulla religiosità femminile nel Medio Evo, Studium, Roma 2000.
- Francesco d'Assisi e la questione francescana, a cura di Alfonso Marini, Porziuncola, Assisi 2000.
- Onus apostolicae Sedis. Curia romana e cardinalato nei secoli XI-XV, Sintesi informazione, Roma 1999 - [raccolta di principali studi già apparsi].
- Pietà e devozione popolare nel Processo di canonizzazione di san Nicola, Biblioteca Egidiana, Tolentino 1987.
- S. Elisabetta d'Ungheria. 1207-1231, Benucci, Perugia 1986.
- Per la storia dei registri pontifici nel Duecento, Pontificia Universitas Gregoriana, Romae 1968.
- Motivi dell'ecclesiologia di Anselmo di Lucca. In margine a un sermone inedito, Palazzo Borromini, Roma 1965.
- Le origini dell'ordine cisterciense e la riforma monastica, Editiones cistercienses, Roma 1965.
- Ricostruzione parziale di un registro pontificio deperdito del sec. XIII, Biblioteca Vaticana, Città del Vaticano 1964.
- Studi e problemi relativi alle prime fonti cisterciensi, Giuffré, Milano 1964.
- Contributo alla storia dei registri pontifici del secolo XIII, Istituto di Paleografia dell'Università di Roma, Roma 1962.
- Problemi di datazione della «Legenda maior S. Gerhardi episcopi», Istituto storico italiano per il medio evo, Roma 1962.
- Studi e problemi relativi ai registri di Innocenzo III, A. Giuffré, Milano 1962.
- Sulle origini della vita comune del clero in Ungheria, Vita e Pensiero, Milano 1962.
- Una fonte per la storia dell'età gregoriana: la «Vita Anselmi episcopi Lucensis», Palazzo Borromini, Roma 1961.
- Intorno ad un codice proveniente dal monastero di san Nicolo l'Arena di Catania, Giuffré, Milano 1961.
- Luca Wadding, editore della «Vita Anselmi episcopi Lucensis», Brozzi-Quaracchi, Firenze 1961.
- Au sujet d'une source des «Vitae paparum Avenionensium» de Baluze provenant des Archives Vaticanes, Louvain 1959.
- Le polemiche sulla «Lectura super Apocalipsim» di Pietro di Giovanni Olivi fino alla sua condanna, Tipografia del Senato, Roma 1958.
- Una raccolta di sermoni di Giovanni XXII, Istituto di Paleografia dell'Università di Roma, Roma 1957.
- Per la storia di San Ludovico d'Angiò (1274-1297), nella sede dell'Istituto, Roma 1955.
- Il processo di Andrea da Gagliano, 1337-38, Brozzi-Quaracchi, Firenze 1955.